# Ophiomyia thalictricaulis
Ophiomyia thalictricaulis är en tvåvingeart som beskrevs av Erich Martin Hering 1962. Ophiomyia thalictricaulis ingår i släktet Ophiomyia och familjen minerarflugor.
Artens utbredningsområde är Tyskland. Inga underarter finns listade i Catalogue of Life.